# Mythimna unipuncta

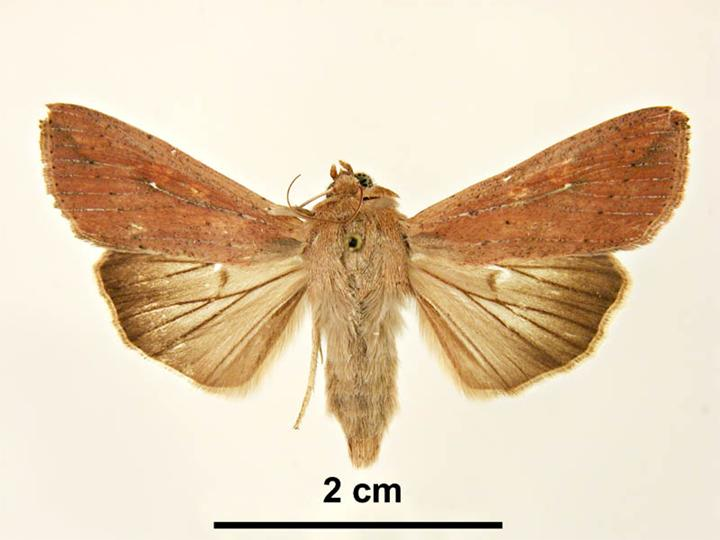
Gespannter Falter

Mythimna unipuncta, auch Einpunkt-Schilfeule, Getreide-Weißadereule, Heerwurmeule oder Wandernde Schilfgraseule genannt, ist ein Schmetterling (Nachtfalter) aus der Familie der Eulenfalter (Noctuidae). Die Art wird in einigen Regionen als Schädling an Getreide (Mais, Reis) eingestuft.

## Merkmale
Die Falter erreichen eine Flügelspannweite von 33 bis 44 Millimeter (bis 45 mm, 41 bis 48 Millimeter). Der Vorderflügel ist eher länglich mit einem gespitzten Apex und einem gerundeten Tornus. Die Grundfarbe der Vorderflügel ist rötlich bis gelblich braun mit wechselnd intensiver dunkleren Überstäubung. Die äußere, gezackte Querlinie ist sehr schwach dunkler gezeichnet, meist nur durch dunkelbraune Punkte auf den Adern der Flügel angedeutet. Die Nierenmakel ist durch einen weißen Fleck angedeutet, der am distalen Ende der Mittelzelle sitzt. Gelegentlich ist auch die restliche Nierenmakel durch eine etwas hellere Farbe als die Grundfarbe zu erahnen. Der Bereich ist von einem etwas dunkleren Schatten umgeben. Die Ringmakel hebt sich bei manchen Exemplare ebenfalls durch eine geringfügig hellere Farbe von der Grundfarbe ab. Immer deutlich ausgebildet ist ein etwas dunklerer Apikalstrich. Die Flügeläderung und die Fransen sind in der Grundfarbe gehalten, häufig aber auch heller, manchmal auch nur einzelne Flügeladern.
Die Hinterflügel sind weißlich, oft mit einer graubraunen Überstäubung. Das breite Saumfeld ist dunkel gefärbt. Die Flügeläderung ist hier dunkler, die Fransen hell ockerfarben.
Das milchigweiße, halbkugelige Ei ist außen glatt.
Die Raupe ist braungrau, grünlich braun bis rötlich braun gefärbt, auch fast schwarze Exemplare kommen vor. Sie wird erwachsen 38 bis 43 Millimeter lang (bzw. 24 bis 35 Millimeter). Die Oberseite ist dunkel gesprenkelt. Der Kopf ist hellbraun mit einem dunkleren Muster, das Nackenschild schwarz. Die Rückenlinie und die Nebenrückenlinien sind hell, aber eher undeutlich ausgebildet. Auch der ockerfarbene Seitenstreifen ist eher schmal und schwach abgehoben. Sehr deutlich abgegrenzt ist jedoch die hell orangefarbene Bauchseite.
Die Puppe ist braun gefärbt und besitzt einen konischen Kremaster, der mit zwei nach unten gekrümmten, spitzen Borsten und vier hakenartig gekrümmten, feinen Borsten besetzt ist.

### Ähnliche Arten
Die Art ähnelt der Weißpunkt-Graseule (Mythimna albipuncta) und der Kapuzen-Graseule (Mythimna ferrago). Bei beiden Arten ist die innere und äußere Querlinie entweder ausgebildet oder wenigstens teilweise angedeutet. Bei Mythimna unipuncta fehlt die innere Querlinie komplett, die äußere Querlinie ist sehr selten fein gezeichnet, in der Regel nur als Punktreihe angedeutet. Bei Mythimna unipuncta ist der Apikalstrich immer sehr deutlich ausgebildet, während er bei den anderen beiden Arten nur angedeutet ist. Der weiße Punkt ist bei Mythimna unipuncta recht klein. Häufig sitzt er am Ende einer dunklen oder auch hellen Strieme, die den anderen beiden Arten fehlt. In Mitteleuropa fliegen die Falter von Mythimna unipuncta oft erst ein (Oktober/November), wenn die Flugzeiten der Falter der beiden anderen Arten in der Regel vorbei sind. Einzelne Falter der Kapuzen-Graseule sind jedoch in manchen Jahren bis in den November hinein anzutreffen.

## Geographische Verbreitung und Lebensraum
Die Art ist weit verbreitet und kommt in Nordamerika, den Hawaii-Inseln, in einigen Gebieten Südamerikas, in Südeuropa, Nordafrika, der Sahel-Zone von Afrika, Ostafrika bis nach Zentralasien und Bangladesch im Osten vor. In den tropisch-subtropischen und warm gemäßigten Bereichen ist sie bodenständig, in den gemäßigten Zonen fliegt sie als Wanderfalter mehr oder weniger regelmäßig jedes Jahr ein und kommt so auch in Mittel- und Nordeuropa vor. Im Norden kann sie gelegentlich sogar Island erreichen. In Westeuropa wurde sie schon seit Anfang des 19. Jahrhunderts vereinzelt auf den Britischen Inseln gefunden. Seit den späten 1950er Jahren tritt sie dort in größeren Zahlen und regelmäßig jeden Sommer auf. In Mitteleuropa wurde sie erste Anfang des 20. Jahrhunderts erstmals nachgewiesen, so 1904 in Südtirol, 1906 in Österreich, 1913 in der Schweiz, 1929 in Deutschland, 1960 in den Niederlanden, 1962 in Rumänien, 1966 in der damaligen Tschechoslowakei und 1970 in Ungarn. Bereits 1959 erfolgten erste Funde auf Island und in Dänemark, 1978 auch in Norwegen. Sie kommt auch auf den mittelatlantischen Inseln (Azoren, Kanarischen Inseln, Madeira) vor, wobei sie besonders auf den Azoren als Schädling auftritt.
Mythimna unipuncta kommt in warmen, trockenen bis feuchten Habitaten vor, wo die Raupen ein entsprechendes Nahrungsangebot an Gräsern i. w. S. vorfinden. Durch ihre Wanderfreudigkeit kommen sie in nahezu allen Biotopen ihres Verbreitungsgebietes vor.

## Lebensweise
Mythimna unipuncta bildet in Südeuropa drei bis vier Generationen pro Jahr, deren Falter von März bis in den Dezember hinein fliegen. In der Zucht unter optimalen Temperaturbedingungen werden ständig neue Generationen produziert. Auf diese Weise können bis zu sechs Generationen pro Jahr gebildet werden. In Mitteleuropa wandert die Art jedes Art oft erst spät im Jahr (Oktober/November) ein, offensichtlich erst Tiere der dritten und vierten Generation. In England treten die Falter dagegen schon ab August bis in den Oktober auf. Hier wurden auch Raupen gefunden, d. h. die Art kann sich im Sommer fortpflanzen. Die Raupen, das Überwinterungsstadium in anderen Regionen, sind jedoch sehr anfällig gegen Frost und dürften den mittel- und westeuropäischen Winter in aller Regel nicht überleben. Die Falter sind nachtaktiv, kommen an künstliche Lichtquellen und können auch geködert werden. Sie saugen Nektar an Blüten. Die Weibchen legen die Eier in Reihen oder in Haufen in die gefalteten Blätter von Gräsern oder auch unter die Blätter ab. Im Durchschnitt legt jedes Weibchen etwa 100 Eier. Die Eiraupen schlüpfen nach 4 bis 10 Tagen (bzw. 5 bis 13 Tagen). Sie sind zwei bis vier Millimeter lang. Die Raupen fressen meist die Blätter ihrer Nahrungspflanzen, können sich jedoch auch in die Stängel hinein fressen. Die Raupen sind meist nachtaktiv. Für Europa nennen Ahola & Silvonen folgende Nahrungspflanzen:
- Weißes Straußgras (Agrostis stolonifera) (Syn.: Agrostis alba)
- Lauch (Allium)
- Armoracia
- Astern (Aster)
- Hafer (Avena)
- Rüben (Beta)
- Kohl (Brassica)
- Gewöhnliches Knäuelgras (Dactylis glomerata)
- Möhren (Daucus)
- Kriech-Quecke (Elymus repens)
- Erdbeeren (Fragaria)
- Wasser-Schwaden (Glyceria maxima)
- Wolliges Honiggras (Holcus lanatus)
- Weiches Honiggras (Holcus mollis)
- Gerste (Hordeum)
- Lein (Linum)
- Tomaten (Lycopersicon)
- Luzerne (Medicago sativa)
- Rispenhirsen (Panicum)
- Mohn (Papaver)
- Phaseolus
- Lieschgräser (Phleum)
- Pisum
- Einjähriges Rispengras (Poa annua)
- Rettiche (Raphanus)
- Rubus
- Wiesen-Sauerampfer (Rumex acetosa)
- Zuckerrohr (Saccharum)
- Roggen (Secale cereale)
- Sorghumhirsen (Sorghum)
- Klee (Trifolium)
- Weizen (Triticum)
- Heidelbeeren (Vaccinium)
- Mais (Zea mays) sowie im Iran und Bangladesch
- Reis (Oryza sativa)[12]

In den Regionen, wo die Art bodenständig ist, überwintern die Raupen. Nach dem sechsten Larvenstadium verpuppen sich die Raupen in einem losen Kokon auf der Erde zwischen den Nahrungspflanzen. Nach ein bis zwei Wochen Puppenruhe schlüpfen die Falter.

### Lebenszyklen vonMythimna unipunctain unterschiedlichen Regionen
Über den Lebenszyklus der Art gibt es in der Literatur recht unterschiedliche Angaben; dies ist aufgrund der weiten geographischen Verbreitung unter unterschiedlichen klimatischen Bedingungen auch zu erwarten. Im tropischen Klima von Bangladesch beobachtete M. Z. Alam fünf Generationen, wobei die Raupen der fünften Generation eine Diapause von bis zu 132 Tagen im Winter einlegten, bevor sie ihre Entwicklung fortsetzten. Im Durchschnitt legte jedes Weibchen 106 Eier, die in Haufen in die gefalteten frischen oder auch trockenen Blätter der Raupennahrungspflanzen abgelegt werden. Die Eiraupen schlüpfen nach 5 bis 13 Tagen und fressen zunächst die jungen Blätter. Sie sind zunächst tagaktiv, später fressen sie nur noch nachts und verbergen sich tagsüber. Im fünften und sechsten Larvenstadium werden die Raupen gesellig und wandern, um Futter zu suchen. Da 80 Prozent der Gesamtnahrung der Raupe erst im sechsten Larvenstadium aufgenommen wird, verursachen sie in diesem Stadium den meisten Schaden, in diesem Fall an Reispflanzen. Das Larvenstadium dauert in Abhängigkeit von der Temperatur nur 20 bis 48 Tage, ausgenommen die Überwinterungsgeneration. Die Verpuppung findet in der Erde statt; die Puppenruhe dauert nur 7 bis zu 29 Tagen. Die ersten Falter der überwinternden Generation erschienen im Beobachtungsjahr (1957) Anfang April bis Anfang Mai. Die Falter der ersten Generation erschienen Anfang Juni. Bereits Ende Juli erschienen die Falter der zweiten Generation, Ende August/Anfang September die Falter der dritten Generation. Die Falter der vierten Generation flogen von Mitte Oktober bis Anfang November. Die Population erreichte zahlenmäßig ihren Höhepunkt, während die anschließende fünfte, überwinternde Generation zahlenmäßig wesentlich geringer war. Daher entstanden die größten Schäden an den Reispflanzen im Oktober durch die Raupen der vierten Generation. Es ist möglich, dass es sich bei dieser Beschreibung auch bereits um die Schwesterart von M. unipuncta, Mythimna separata handelt, da Hacker et al. (2002) eine östliche Verbreitungsgrenze in Nordpakistan angeben, wo Mythimna unipuncta „sympatrisch mit ihrer östlichen Schwesterart (i.e. Mythimna separata) lebt“. Die Abtrennung dieser Art wurde erst 1951 von Franclemont vorgenommen und Mythimna unipuncta aus Bangladesch könnte eine Fehlbestimmung sein.
In der Provinz Māzandarān im Norden des Iran verursachen die Raupen von Mythimna unipuncta ebenfalls gelegentlich Schäden an Reispflanzungen. Hier in diesem Gebiet, südlich angrenzend an das Kaspische Meer, werden drei Generationen pro Jahr gebildet, wobei der größte Schaden von den Raupen der zweiten Generation angerichtet wurde. Die Falter flogen dort Anfang Juli, Mitte August und im September.
Im US-Bundesstaat Illinois wandern die Falter jedes Jahr bereits im April und Mai aus den südlichen Bundesstaaten der USA zu. Auch hier dürften eventuell überwinternde Raupen die harten Winter nicht überstehen. Sie können hier im Sommer bis zu drei Generationen bilden. Die Eiraupen schlüpfen nach einer oder zwei Wochen nach Ablage des Eis. Die Falter der zweiten Generation fliegen Ende Juni/Ende Juli, die Falter der dritten Generation fliegen Ende August bis Anfang September. Die Raupen sind nachtaktiv, tagsüber verbergen sie sich unter Pflanzenresten oder auch in den obersten Zentimetern des Bodens.

## Systematik und Taxonomie
Das Taxon wurde 1809 von Adrian Hardy Haworth als Noctua unipuncta erstmals wissenschaftlich beschrieben. Der Holotyp stammt aus England, ein Hinweis darauf, dass die Art bereits Anfang des 19. Jahrhunderts gelegentlich in England einflog. Die Art wurde später auch zu den Gattungen Leucania Ochsenheimer, 1816, Pseudaletia Franclemont, 1951 und Sideridis Hübner, 1821 gestellt und erscheint deshalb in der Literatur auch in den Kombinationen Leucania unipuncta, Pseudaletia unipuncta und Sideridis unipuncta. Leucania Ochsenheimer, 1816 und Siderides Hübner, 1821 sind andere Gattungen, zu denen unipuncta nicht gestellt werden kann. Pseudaletia Franclemont, 1951 wird heute entweder als Synonym von Mythimna Ochsenheimer, 1816 angesehen, oder wird als Untergattung zu Mythimna gestellt.

## Schadwirkung
Die Weißpunkt-Graseule ist ein Wanderfalter und in Mitteleuropa nicht bodenständig. Sie gilt in Nordamerika als Schädling an Getreide, in Südwesteuropa als Schädling an Mais. In Bangladesch (früher Ostpakistan) ist die Art als Schädling an Reis bekannt.

## Belege

## Anmerkung
1. ↑  Die deutschen Namen sind völlig unüblich, da es sich um keine bodenständige Art handelt. Im Lepiforum oder in dem Standardwerk Die Schmetterlinge Baden-Württembergs ist keiner der obigen Trivialnamen erwähnt.